# Ancien évêché de Lausanne
L'ancien évêché de Lausanne est un château situé sur le territoire de la commune vaudoise de Lausanne, en Suisse.

## Histoire
Les parties les plus anciennes du bâtiment remontent au XIe siècle lorsqu'Henri Ier de Bourgogne, alors évêque de Lausanne, décide de construire un nouveau château épiscopal dans la ville. Ses successeurs y apporteront de nombreuses modifications et agrandissements jusqu'en 1431 où ils déménagent au château Saint-Maire construit à la même époque. Seule la partie sud-ouest du bâtiment est d'origine, le reste de l'ensemble ayant été plusieurs fois reconstruits.
Après l'invasion bernoise et la mise en place de la Réforme protestante, le château devient propriété de la ville qui le transforme successivement en prison, en tribunal et en école.
Inscrit comme bien culturel suisse d'importance nationale, il accueille depuis le 27 décembre 1918 le Musée historique de Lausanne.

## Situation
L'ancien évêché se trouve sur la colline de la Cité. Son entrée est située sur la place de la Cathédrale.